# معاهدة نويي

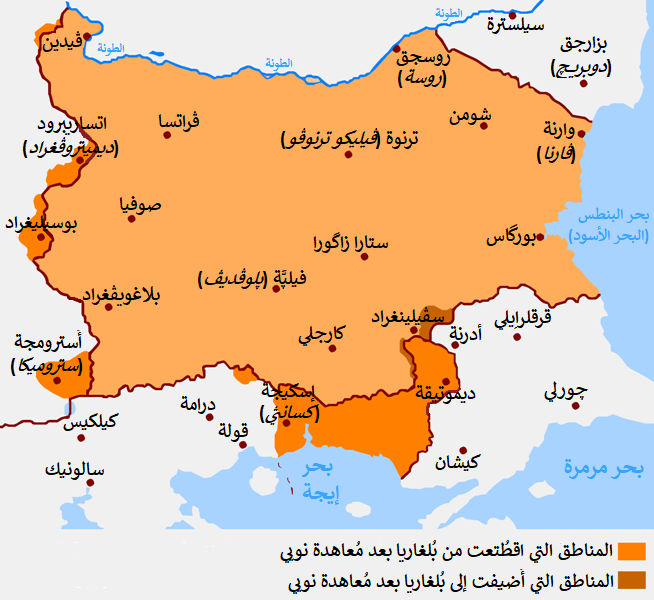
التغيرات الحدودية بعد معاهدة نوبي

معاهدة نويي معاهدة بين بلغاريا وبلدان الوفاق الثلاثي، تم توقيعها في 27 نوفمبر 1919 في نويي سور سين، فقدت بلغاريا بموجبها جزءاً من أراضيها (11 ألف كم2 أو 10% من مساحة أراضيها وسُبع سكانها) التي تم تسليمها لليونان ويوغوسلافيا.
وفق هذه المعاهدة تخلت بلغاريا عن 4 مقاطعات على حدودها الغربية ليوغوسلافيا وتم وضع تراقيا الغربية تحت إدارة دول الحلفاء الرئيسية ثم تسليمها لليونان، حيث فقدت بلغارياً مخرجها إلى بحر إيجة.